# رمی لاکرویکس
رمی لاکروی (انگلیسی: Remy LaCroix؛ زاده ۲۶ ژوئن ۱۹۸۸) بازیگر پورنوگرافی آمریکایی است. او برنده جایزه ای‌وی‌ان ۲۰۱۳ برای بهترین استارلت جدید و جایزه ای‌وی‌ان ۲۰۱۴ برای بهترین بازیگر زن و جایزه جایزه ایکس‌آرسی‌او ۲۰۱۴ برای اجراکننده زن سال شد.

## اوایل زندگی
قبل از ورود به صنعت سرگرمی بزرگسالان، لاکروی یک رقصنده تخصصی برای چندین جشنواره موسیقی و برنینگ من بود. اجراهای او شامل رقص آتش، رقص ابریشم هوایی و هولاهوپ بود.
رمی لاکروی در دسامبر ۲۰۱۱ با اجرا در یک صحنه گنگ بنگ به تهیه‌کنندگی کمپانی کینک.کام وارد صنعت فیلم بزرگسالان شد.